# Record d'Europe de natation dames du 100 mètres brasse
Progression du record d'Europe de natation sportive dames pour l'épreuve du 100 mètres brasse en bassin de 50 et 25 mètres.

## Bassin de 50 mètres
| Temps              | Athlète                | Naissance | Âge | Nationalité          | Compétition                       | Lieu       | Date               |
| ------------------ | ---------------------- | --------- | --- | -------------------- | --------------------------------- | ---------- | ------------------ |
| 1 min 37 s 6       | E. Van Den Bogaert     |           |     | Belgique             |                                   | Bruxelles  | 22 juillet 1921    |
| 1 min 33 s 4       | Doris Hart             |           |     | Royaume-Uni          |                                   | Aldershot  | 23 août 1922       |
| 1 min 31 s 8       | Irene Gilbert          |           |     | Royaume-Uni          |                                   | Rotterdam  | 30 octobre 1924    |
| 1 min 29 s 0       | Erno Huneus            |           |     | République de Weimar |                                   | Aken       | 4 octobre 1925     |
| 1 min 26 s 6       | Else Jacobsen          | 1911      |     | Danemark             |                                   | Bergen     | 27 août 1927       |
| 1 min 26 s 3       | Lotte Mühe             | 1910      |     | République de Weimar |                                   | Magdebourg | 9 juin 1928        |
| 1 min 26 s 2       | Else Jacobsen          | 1911      |     | Danemark             |                                   | Copenhague | 10 avril 1932      |
| 1 min 26 s 0       | Else Jacobsen          | 1911      |     | Danemark             |                                   | Stockholm  | 11 mai 1932        |
| 1 min 25 s 8       | Else Jacobsen          | 1911      |     | Danemark             |                                   | Copenhague | 30 avril 1933      |
| 1 min 24 s 5       | Hanni Hölzner          |           |     | Reich allemand       |                                   | Copenhague | 15 janvier 1935    |
| 1 min 23 s 4       | Hanni Hölzner          |           |     | Reich allemand       |                                   | Halle      | 16 février 1936    |
| 1 min 22 s 8       | Valborg Christensen    |           |     | Danemark             |                                   | Düsseldorf | 8 mars 1936        |
| 1 min 20 s 2       | Hanni Hölzner          |           |     | Reich allemand       |                                   | Plauen     | 13 mars 1936       |
| 1 min 19 s 8       | Gisela Grass           |           |     | Reich allemand       |                                   | Leipzig    | 9 mai 1943         |
| 1 min 19 s 4       | Nel van Vliet          | 1926      | 20  | Pays-Bas             |                                   | Alost      | 29 juillet 1946    |
| 1 min 19 s 0       | Nel van Vliet          | 1926      | 20  | Pays-Bas             |                                   | La Haye    | 1er août 1946      |
| 1 min 18 s 2       | Nel van Vliet          | 1926      | 21  | Pays-Bas             |                                   | Arnhem     | 28 avril 1947      |
| 1 min 17 s 4       | Gisèle Vallerey        | 1930      |     | France               |                                   | Casablanca | 23 avril 1947      |
| 1 min 16 s 9       | Éva Székely            | 1927      |     | Hongrie              |                                   | Moscou     | 9 mai 1951         |
| 1 min 16 s 4       | Mary Kok               | 1940      | 15  | Pays-Bas             |                                   | Dordrecht  | 22 janvier 1955    |
| 1 min 15 s 2       | Mary Kok               | 1940      | 15  | Pays-Bas             |                                   | Hilversum  | 26 janvier 1955    |
| 1 min 15 s 0       | Mary Kok               | 1940      | 15  | Pays-Bas             |                                   | Velsen     | 27 février 1955    |
| 1 min 14 s 6       | Mary Kok               | 1940      | 15  | Pays-Bas             |                                   | Amersfoort | 5 avril 1955       |
| Nouveau règlement  |                        |           |     |                      |                                   |            |                    |
| 1 min 21 s 1       | Ada den Haan           | 1941      | 16  | Pays-Bas             |                                   | Paris      | 13 juillet 1957    |
| 1 min 20 s 3       | Karin Beyer            | 1941      |     | Allemagne de l'Est   |                                   | Berlin     | 20 juillet 1958    |
| 1 min 19 s 6       | Karin Beyer            | 1941      |     | Allemagne de l'Est   |                                   | Leipzig    | 12 septembre 1958  |
| 1 min 19 s 1       | Wiltrud Urselmann      | 1942      |     | Allemagne de l'Ouest |                                   | Zurich     | 12 mars 1960       |
| 1 min 19 s 0       | Ursula Küper           |           |     | Allemagne de l'Est   |                                   | Leipzig    | 14 juillet 1960    |
| 1 min 18 s 2       | Barbara Gobel          | 1943      |     | Allemagne de l'Est   |                                   | Rostock    | 1er juillet 1961   |
| 1 min 18 s 0       | Klenie Bimolt          | 1945      | 19  | Pays-Bas             |                                   | La Haye    | 8 août 1964        |
| 1 min 17 s 2       | Svetlana Babanina      |           |     | Union soviétique     |                                   | Moscou     | 3 septembre 1964   |
| 1 min 16 s 5       | Svetlana Babanina      |           |     | Union soviétique     |                                   | Tachkent   | 11 mai 1965        |
| 1 min 15 s 7       | Galina Prozumenshikova | 1948      | 18  | Union soviétique     |                                   | Leningrad  | 17 juillet 1966    |
| 1 min 15 s 4       | Galina Prozumenshikova | 1948      | 20  | Union soviétique     |                                   | Tallinn    | 3 avril 1968       |
| 1 min 14 s 7       | Galina Prozumenshikova | 1948      | 23  | Union soviétique     |                                   | Halle      | 18 avril 1971      |
| 1 min 13 s 79      | Renate Vogel           | 1955      |     | Allemagne de l'Est   |                                   | Utrecht    | 1973               |
| 1 min 13 s 74      | Renate Vogel           | 1955      |     | Allemagne de l'Est   | Championnats du monde (f)         | Belgrade   | 1973               |
| 1 min 12 s 91      | Renate Vogel           | 1955      |     | Allemagne de l'Est   | Championnats d'Europe (s)         | Vienne     | 22 août 1974       |
| 1 min 12 s 55      | Christel Justen        | 1957      | 17  | Allemagne de l'Ouest | Championnats d'Europe (f)         | Vienne     | 23 août 1974       |
| 1 min 12 s 28      | Renate Vogel           | 1955      |     | Allemagne de l'Est   | Match USA/ Allemagne de l'Est     | Concord    | 1er septembre 1974 |
| 1 min 11 s 93      | Carola Nitschke        | 1962      |     | Allemagne de l'Est   | Championnats d'Allemagne de l'Est | Berlin     | 2 juin 1976        |
| 1 min 11 s 11      | Hannelore Anke         | 1957      |     | Allemagne de l'Est   | Jeux olympiques (s)               | Montréal   | 22 juillet 1976    |
| 1 min 10 s 86      | Hannelore Anke         | 1957      |     | Allemagne de l'Est   | Jeux olympiques (f)               | Montréal   | 22 juillet 1976    |
| 1 min 10 s 31      | Julia Bogdanova        | 1964      |     | Union soviétique     | Championnats du monde (f)         | Berlin     | 22 août 1978       |
| 1 min 10 s 20      | Ute Geweniger          | 1964      | 16  | Allemagne de l'Est   | Championnats d'Allemagne de l'Est | Magdeburg  | 26 mai 1980        |
| 1 min 10 s 11      | Ute Geweniger          | 1964      | 16  | Allemagne de l'Est   | Jeux olympiques (s)               | Moscou     | 24 juillet 1980    |
| 1 min 09 s 52      | Ute Geweniger          | 1964      | 17  | Allemagne de l'Est   |                                   | Gera       | 9 avril 1981       |
| 1 min 09 s 39      | Ute Geweniger          | 1964      | 17  | Allemagne de l'Est   | Championnats d'Allemagne de l'Est | Berlin     | 2 juillet 1981     |
| 1 min 08 s 60      | Ute Geweniger          | 1964      | 17  | Allemagne de l'Est   | Championnats d'Europe             | Split      | 8 avril 1981       |
| 1 min 08 s 51      | Ute Geweniger          | 1964      | 17  | Allemagne de l'Est   | Championnats d'Europe             | Rome       | 25 août 1983       |
| 1 min 08 s 29      | Sylvia Gerasch         | 1969      | 15  | Allemagne de l'Est   | Jeux de l'Amitié (f)              | Moscou     | 23 août 1984       |
| 1 min 08 s 11      | Sylvia Gerasch         | 1969      | 17  | Allemagne de l'Est   | Championnats du Monde (f)         | Madrid     | 21 août 1986       |
| 1 min 07 s 91      | Silke Hörner           | 1965      | 22  | Allemagne de l'Est   | Championnats d'Europe             | Strasbourg | 21 août 1987       |
| 1 min 07 s 79      | Agnes Kovacs           | 1981      | 19  | Hongrie              | Jeux olympiques (d)               | Sydney     | 17 septembre 2000  |
| 1 min 07 s 27      | Emma Igelström         | 1980      | 22  | Suède                | Championnats de Suède (f)         | Landskrona | 7 juillet 2002     |
| 1 min 07 s 27      | Anna Khlistunova       | 1988      | 19  | Ukraine              | Championnats du monde (f)         | Melbourne  | 27 mars 2007       |
| 1 min 07 s 10      | Sarah Poewe            | 1983      | 25  | Allemagne            | Championnats d'Allemagne          | Berlin     | 19 avril 2008      |
| 1 min 07 s 06,     | Mirna Jukić            | 1986      | 22  | Autriche             | Jeux olympiques (s)               | Pékin      | 10 août 2008       |
| 1 min 06 s 08,     | Yuliya Efimova         | 1992      | 16  | Russie               | Jeux olympiques (s)               | Pékin      | 10 août 2008       |
| 1 min 07 s 00      | Mirna Jukić            | 1986      | 23  | Autriche             | Austria meeting                   | Vienne     | 24 avril 2009      |
| 1 min 05 s 80      | Yuliya Efimova         | 1992      | 17  | Russie               | Championnats de Russie            | Moscou     | 27 avril 2009      |
| 1 min 05 s 41      | Yuliya Efimova         | 1992      | 17  | Russie               | Championnats du Monde (f)         | Rome       | 28 juillet 2009    |
| 1 min 05 s 21      | Rūta Meilutytė         | 1997      | 15  | Lituanie             | Jeux olympiques (f)               | Londres    | 30 juillet 2012    |
| 1 min 05 s 20      | Rūta Meilutytė         | 1997      | 16  | Lituanie             | Mare Nostrum                      | Monaco     | 8 juin 2013        |
| 1 min 04 s 52      | Rūta Meilutytė         | 1997      | 16  | Lituanie             | Championnats du monde (s)         | Barcelone  | 29 juillet 2013    |
| 1 min 04 s 35 (RM) | Rūta Meilutytė         | 1997      | 16  | Lituanie             | Championnats du monde (df)        | Barcelone  | 29 juillet 2013    |

## Bassin de 25 mètres
| Temps              | Athlète               | Naissance | Âge | Nationalité        | Compétition               | Lieu              | Date             |
| ------------------ | --------------------- | --------- | --- | ------------------ | ------------------------- | ----------------- | ---------------- |
| 1 min 07 s 05      | Silke Hoerner         | 1965      | 21  | Allemagne de l'Est |                           | Bonn              | 8 février 1986   |
| 1 min 07 s 02      | Brigitte Becue        | 1972      | 26  | Belgique           |                           | Sydney            | 21 janvier 1998  |
| 1 min 06 s 87      | Brigitte Becue        | 1972      | 26  | Belgique           |                           | Paris             | 28 mars 1998     |
| 1 min 06 s 61      | Emma Igelström        | 1980      | 22  | Suède              |                           | Durban            | 6 janvier 2002   |
| 1 min 06 s 21      | Emma Igelström        | 1980      | 22  | Suède              |                           | Stockholm         | 22 janvier 2002  |
| 1 min 05 s 93      | Emma Igelström        | 1980      | 22  | Suède              |                           | Göteborg          | 17 mars 2002     |
| 1 min 05 s 38      | Emma Igelström        | 1980      | 22  | Suède              |                           | Moscou            | 6 avril 2002     |
| 1 min 05 s 29      | Emma Igelström        | 1980      | 23  | Suède              |                           | Stockholm         | 15 mars 2003     |
| 1 min 05 s 11      | Emma Igelström        | 1980      | 23  | Suède              |                           | Stockholm         | 16 mars 2003     |
| 1 min 04 s 95      | Yuliya Efimova        | 1992      | 15  | Russie             | Championnats d'Europe (f) | Debrecen          | 16 décembre 2007 |
| 1 min 04 s 71      | Valentina Artemyeva   | 1986      | 21  | Russie             | Coupe du monde 2008       | Moscou            | 8 novembre 2008  |
| 1 min 04 s 43      | Rikke Møller Pedersen | 1989      | 20  | Danemark           | Coupe du monde (f)        | Moscou            | 6 novembre 2009  |
| 1 min 04 s 21      | Rikke Møller Pedersen | 1989      | 20  | Danemark           | Coupe Vladimir Salnikov   | Saint-Pétersbourg | 19 décembre 2009 |
| 1 min 04 s 12      | Rikke Møller Pedersen | 1989      | 23  | Danemark           | Championnats d'Europe (f) | Chartres          | 25 novembre 2012 |
| 1 min 04 s 11      | Rikke Møller Pedersen | 1989      | 23  | Danemark           | Championnats du monde (d) | Istanbul          | 14 décembre 2012 |
| 1 min 03 s 52      | Rūta Meilutytė        | 1997      | 15  | Lituanie           | Championnats du monde (f) | Istanbul          | 15 décembre 2012 |
| 1 min 02 s 36 (RM) | Rūta Meilutytė        | 1997      | 16  | Lituanie           | Coupe du monde (f)        | Moscou            | 12 octobre 2013  |